# Blue-Jean Cop
 (décembre 2023).
Pour plus de détails, voir Fiche technique et Distribution.
Blue-Jean Cop (Shakedown) est un film américain réalisé par James Glickenhaus, sorti en 1988.

## Synopsis
Un avocat New-Yorkais accepte de défendre un dealer accusé du meurtre d'un policier. Il croit son client qui affirme avoir agi en état de légitime défense alors que le flic tentait de le racketter. Pour sauver son client, Dalton veut aller jusqu'au bout, quitte à bouleverser sa vie et à la mettre en danger.

## Fiche technique
- Titre : Blue-Jean Cop
- Titre original : Shakedown
- Réalisation : James Glickenhaus
- Scénario : James Glickenhaus
- Musique : Jonathan Elias
- Pays d'origine :  États-Unis
- Sociétés de production : Universal Pictures, Shapiro-Glickenhaus Entertainment et Blue Jeap Cop
- Genre : Action, policier, drame
- Durée : 97 minutes
- Date de sortie : 6 mai 1988

## Distribution
- Peter Weller (VF : Joël Martineau) : Roland Dalton
- Sam Elliott (VF : Marc de Georgi) : Richie Marks
- Patricia Charbonneau : Susan Cantrell
- Antonio Fargas : Nicky Carr
- William Prince : Mr. Feinberger
- Larry Joshua : Rydel
- John McGinley : Sean Phillips
- Richard Brooks (VF : Pierre Saintons) : Michael Jones
- Tom Waites : l'officier Kelly
- John Finn : Bartender
- Augusta Dabney : le juge Maynard
- Blanche Baker : Gail Feinberger